# Підірване пекло (фільм)
«Піді́рване пе́кло» (рос. «Взорванный ад») — радянський художній фільм про війну за п'єсою Афанасія Салинського «Камінці на долоні».

## Сюжет
З концтабору в Ройтенфуртську школу німецької розвідки спрямована частина колишніх радянських розвідників, завербованих з числа військовополонених, для майбутнього закидання в СРСР. Серед них — Микола Вережніков, який, не будучи професійним розвідником, зумів нав'язати власну гру і перешкодити планам ворога …

## У ролях
- Геннадій Бортников — Микола Вережніков
- Сергій Яковлєв — Іван Бесавкін
- Микола Скоробогатов — Ліфанов
- Імеда Кахіані — Арчіл Татішвілі
- Олександр Новиков
- Олев Ескола — полковник Анберг
- Ігор Клас
- Хейно Мандрі — Емар
- Володимир Протасенко — Крилович
- Рудольф Панков
- Володимир Костін — Фролов
- Сергій Голованов
- Єва Мурніеце — Ганна
- Людмила Гурченко — Грета, співачка в кабаре
- Манефа Соболевська
- Євген Буренков — Воронін
- А. Шмаков

## Знімальна група
- Сценарист: Афанасій Салинський
- Режисер: Іван Лукинський
- Оператор: Корнільєв Вадим Миколайович
- Композитор: Афанасьєв Леонід Вікторович
- Художник: Безсмертнова Людмила Євгенівна

## Технічні дані
- Чорно-білий, звуковий